# Tomáš Tóth
Tomáš Tóth (* 12. März 1990 in Bratislava) ist ein slowakischer Squashspieler.

## Karriere
Tomáš Tóth spielte vereinzelt auf der PSA World Tour und erreichte seine höchste Platzierung in der Weltrangliste mit Rang 221 im Februar 2011. Mit der slowakischen Nationalmannschaft nahm er seit seinem Debüt 2006 zahlreiche Male an Europameisterschaften teil. Im Einzel stand er fünfmal im Hauptfeld der Europameisterschaft: 2010, 2011, 2015 und 2016 schied er dabei jeweils in der ersten Runde aus, während er bei seiner ersten Teilnahme 2008 die zweite Runde erreichte. 2010 wurde Tóth erstmals slowakischer Landesmeister und gewann 2017, 2021 und 2025 weitere Titel.

## Erfolge
- Slowakischer Meister: 4 Titel (2010, 2017, 2021, 2025)